# Buda-Radînska, Poliske
Buda-Radînska (în ucraineană Буда-Радинська) este un sat în comuna Radînka din raionul Poliske, regiunea Kiev, Ucraina.

## Demografie
Componența lingvistică a localității Buda-Radînska
     Ucraineană (97,84%)
     Rusă (2,16%)
Conform recensământului din 2001, majoritatea populației localității Buda-Radînska era vorbitoare de ucraineană (97,84%), existând în minoritate și vorbitori de rusă (2,16%).